# سينتار
سينتار (بالبوسنوية: Centar)‏ وتعني "المركز"، هي بلدية في مدينة سراييفو عاصمة البوسنة والهرسك. في سنة 2013، بلغ عدد سُكان المدينة 55,181 نسمة.

## روابط خارجية
- الموقع الرسمي لبلدية سينتار